# Мурасіма Аяко
Аяко Мурасіма (яп. 村島文子; нар. 20 серпня 1982,) — японська борчиня вільного стилю, срібна призерка чемпіонату Азії, дворазова бронзова призерка чемпіонату світу серед студентів.

## Спортивні результати на міжнародних змаганнях

### Виступи на Чемпіонатах Азії
| Змагання                       | Збірна | Вагова категорія          | Місце  |
| ------------------------------ | ------ | ------------------------- | ------ |
| Чемпіонат Азії з боротьби 2003 | Японія | жіноча боротьба, до 72 кг | 5      |
| Чемпіонат Азії з боротьби 2005 | Японія | жіноча боротьба, до 72 кг | Срібло |

### Виступи на Кубках світу
| Змагання                    | Збірна | Вагова категорія          | Місце |
| --------------------------- | ------ | ------------------------- | ----- |
| Кубок світу з боротьби 2004 | Японія | жіноча боротьба, до 72 кг | 6     |

### Виступи на Чемпіонатах світу з боротьби серед студентів
| Змагання                                        | Збірна | Вагова категорія          | Місце  |
| ----------------------------------------------- | ------ | ------------------------- | ------ |
| Чемпіонат світу з боротьби серед студентів 2002 | Японія | жіноча боротьба, до 72 кг | Бронза |
| Чемпіонат світу з боротьби серед студентів 2004 | Японія | жіноча боротьба, до 72 кг | 4      |
| Чемпіонат світу з боротьби серед студентів 2005 | Японія | жіноча боротьба, до 72 кг | Бронза |